# Ивановский, Вацлав Леонардович
Ва́цлав Леона́рдович Ивано́вский (бел. Вацлаў Леанардавіч Іваноўскі; 25 мая [6 июня] 1880, Лебёдка, Виленская губерния, Российская империя — 7 декабря 1943, Минск, рейхскомиссариат Остланд, нацистская Германия) — белорусский общественный деятель, профессор, коллаборационист в годы ВОВ.

## Биография

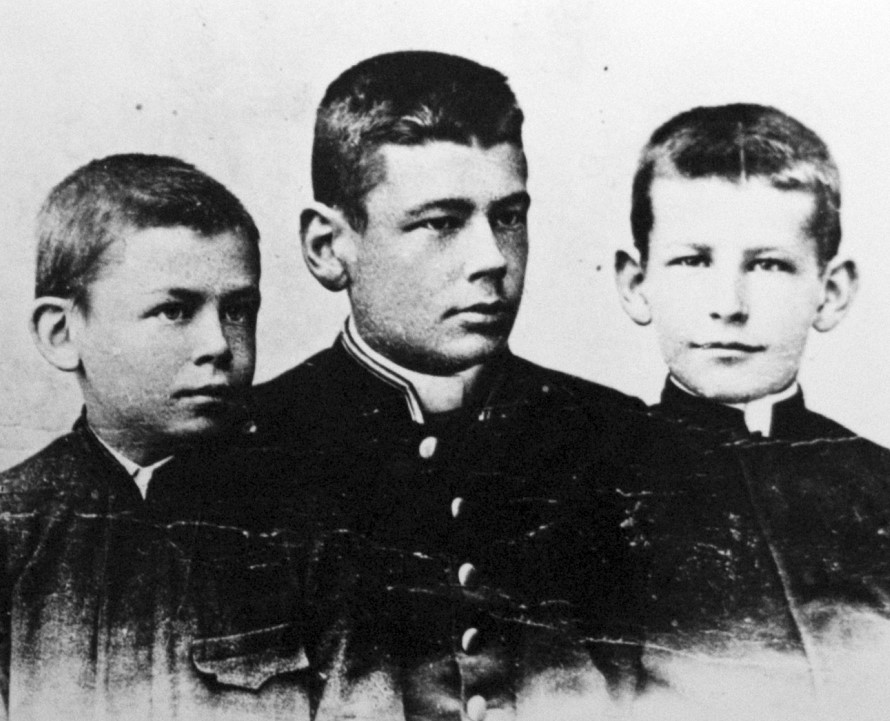
Братья Тадеуш (литовец), Юрек (поляк) и Вацик (белорус) Ивановские

Родился в семье инженера-технолога Леонарда Станиславовича Ивановского, который после окончания в 1868 году Петербургского технологического института занимался строительством новых реконструкцией старых винокуренных заводов; в их числе: омский В. П. Кузнецова, Александровский Юдина (Иркутская губерния), Покклевского-Козелло в Тобольской губернии, пивоваренный и винокуренный заводы Одесского промышленного и торгового товариществ, Краснянский и Бекетовский в Воронежской губернии.
Вацлав Леонардович Ивановский стал одним из основателей Белорусской революционной громады и Белорусской социалистической громады. С 1907 года он издавал в Санкт-Петербурге газету на белорусском языке.
В 1918 году — министр образования в правительстве Белорусской народной республики. С осени 1919 года — член Временного Белорусского исполнительного комитета, издатель журнала «Рунь». С марта 1920 года — ректор Минского педагогического института.
В 1922—1939 годах — в Польше, профессор Варшавского политехнического института. После присоединения Западной Белоруссии к СССР в 1939 году — преподаватель Вильнюсского университета.

### Сотрудничество с немцами во время Второй мировой войны

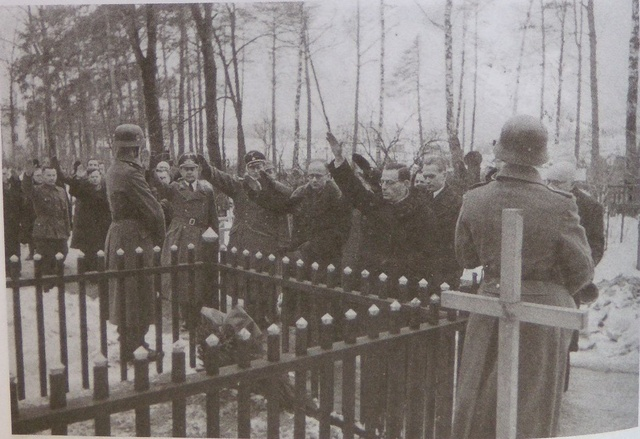
Похороны Вацлава Ивановского

После начала Великой Отечественной войны стал сотрудничать с немецкими оккупантами и 17 ноября 1941 года стал бургомистром Минска. По словам историка Юрия Туронка, Ивановский, прежде чем выехать из Вильнюса, поручил своей дочери Анне вывезти из Вильнюса в имение Лебедку двух женщин еврейского происхождения — Эмму Альтберг и её сестру Марию Арнольд. Жена и дочь Ивановского поэтому получили звание «Праведник народов мира» в 2001 году.
С 30 июня 1943 года — руководитель Белорусской народной самопомощи.
С конца июня по декабрь 1943 года также входил в состав «Белорусской рады доверия» при генеральном комиссаре Генерального комиссариата Белоруссия. Один из лидеров подпольной организации белорусских националистов. Поддерживал тайные связи с Армией Крайовой и пытался через польское подполье войти в контакт с правительством Великобритании.
Убит в декабре 1943 года агентами НКГБ СССР, вскочившими в его пролётку. Согласно архивам КГБ Республики Беларусь, его ликвидировали агенты «Вилейский» и «Орловский» из группы НКГБ СССР «Мстители»: изначально Ивановского хотели выкрасть и допросить, однако он оказал сопротивление при задержании и в итоге был застрелен. Похоронен на Кальварийском кладбище г. Минска.
Братья В. Ивановского также были известны. Юрий (Ежи) Ивановский — министр в Польше (1918—1919), потом сенатор (1930—1935), затем офицер в составе польских заграничных сил. Младший брат — Тадеуш Ивановский (Тадас Иванаускас) — академик, директор Института биологии Академии наук Литвы. Другой брат, Станислав — адвокат.